# جوزيف أ. ماكوين
جوزيف أ. ماكوين هو سياسي كندي، ولد في 10 نوفمبر 1862، وتوفي في 16 نوفمبر 1918. انتخب عضو الجمعية التشريعية لنيو برونزويك ‏.